# Fais pas ci, fais pas ça (lied)
Fais pas ci, fais pas ça is een Franse chanson van singer-songwriter Jacques Dutronc, geschreven door Jacques Lanzmann en Anne Segalen. Het is een single afkomstig van zijn tweede album Il est cinq heures uit 1968. Het is een van zijn bekendste liedjes en wordt gezien als een Franse klassieker.

## Achtergrond
Het lied kwam uit op het hoogtepunt van de jaren zestig terwijl de jongerenbeweging nog in volle gang was. De tekst maakt op komische en karikaturale wijze ouders en leraren belachelijk die iedere dag dezelfde bevelen geven aan hun kinderen. Het lied was dan ook niet al te populair bij oudere generaties, maar wel bij de jeugd.  
Het is een protestlied geïnspireerd door Bob Dylan, die veel invloed heeft gehad op zowel Dutronc als zijn generatie. 
De naam en het concept van de serie Fais pas ci, fais pas ça zijn afkomstig van dit liedje.